# Maestro del crocifisso Corsi
Maestro del crocifisso Corsi (en français : « Maître du crucifix Corsi ») est le nom de convention (ou de commodité) donné à un peintre anonyme florentin  du Trecento, dont le nom provient d'un crucifix peint qui fut un temps présent dans la collection Corsi de Florence (puis passa dans une collection privée de Venise).

## Attribution
Richard Offnet en 1931 reconnait certaines œuvres comme étant de la main d'une personnalité distincte du premier quart du Trecento et le nomme d'après une des œuvres, le crucifix peint  de la collection Corsi.

## Œuvres
- Crucifix peint (à l'origine de l'attribution), collection privée.
- Crucifix peint, église Santi Quirico e Giulitta à Ruballa, Bagno a Ripoli
- Crucifix peint, de l'église San Pier Scheraggio ; maintenant conservé à la Galleria dell'Accademia de Florence, inventaire 1890, no 436

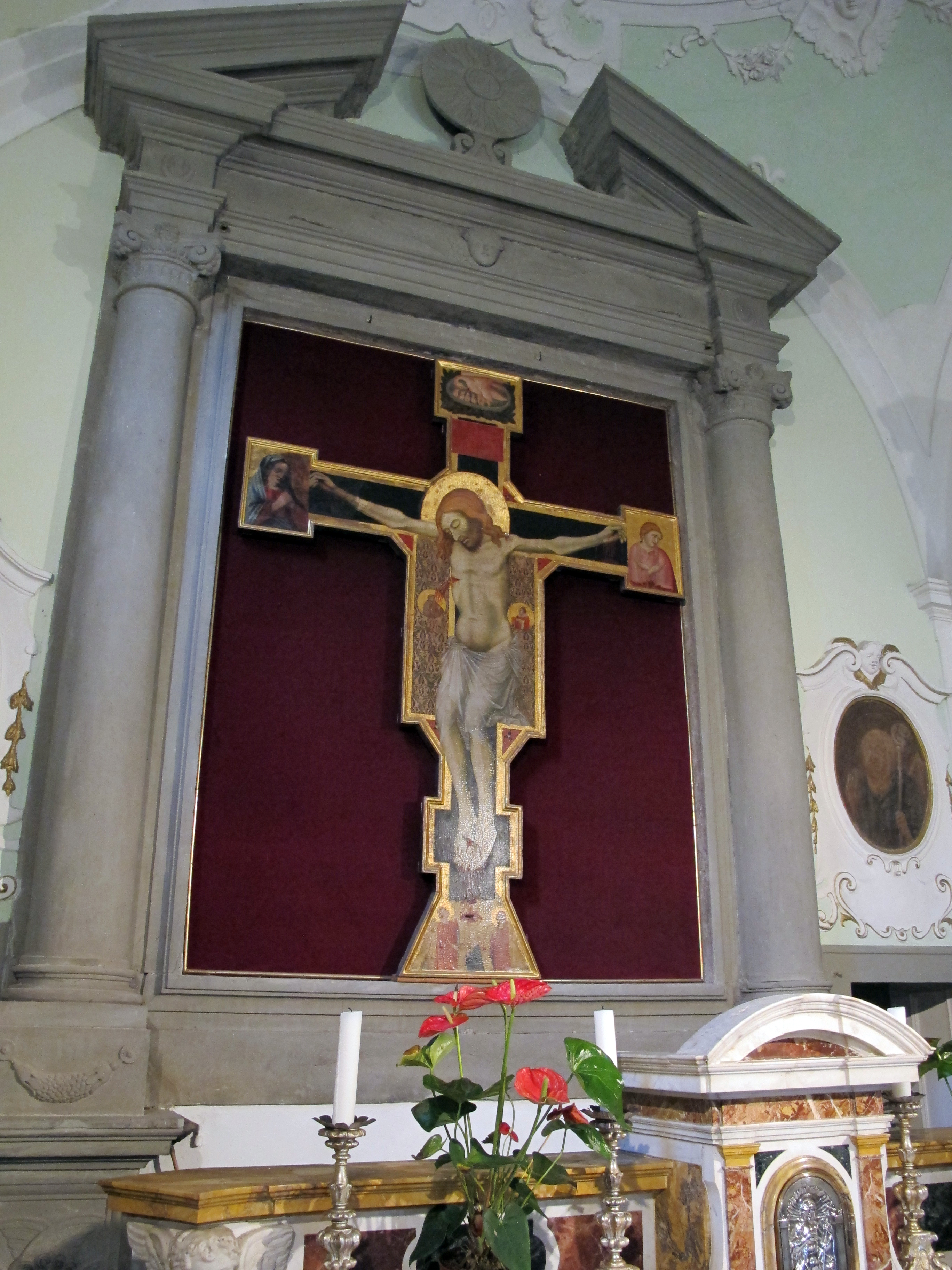
Crucifix de Ruballa.
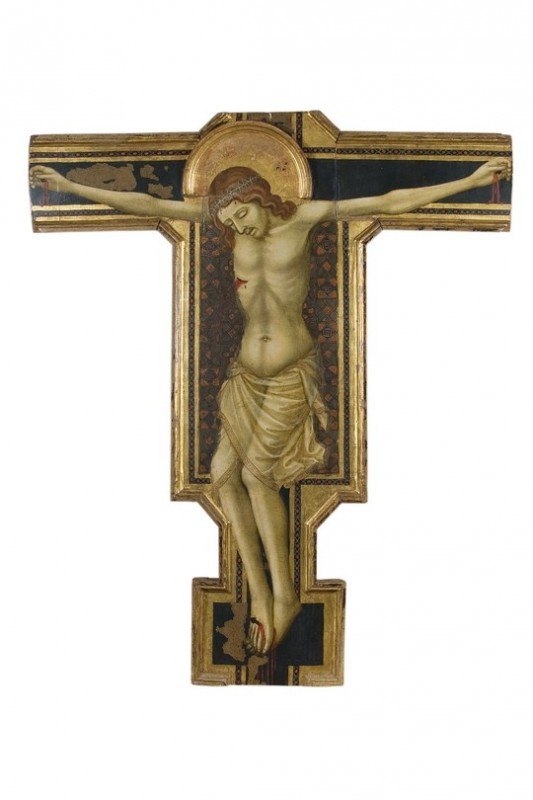
Exemplaire de la collection privée.

Plusieurs autres œuvres lui sont attribuées dans le catalogue de la fondation Zeri :
- Crucifiement de saint Pierre, Musée Horne, Florence
- Accolade de saint et saint  Paul avant leur martyre, Musée Bardini, Florence.
- Oberlin, Allen Memorial Art Museum, Ohio, USA
- Madonna con Bambino in trono e angeli, Szépmüvészeti Múzeum, Budapest
- Décapitation de saint Paul, localisation inconnue